# Dennis Kucinich
Dennis John Kucinich (Cleveland (Ohio), 8 oktober 1946) is een Amerikaanse politicus voor de Democratische Partij. Hij was van 1977 tot 1979 burgemeester van Cleveland en van 1997 tot 2013 lid van het Huis van Afgevaardigden voor het 10e congresdistrict van Ohio. In 2012 werd Kucinich bij de voorverkiezingen verslagen door Marcy Kaptur, nadat zijn kiesdistrict werd samengevoegd met het kiesdistrict van Kaptur. Hij geldt als een zeer liberaal politicus in de Amerikaanse politiek.
Hij was kandidaat voor de Democratische nominatie tijdens de Amerikaanse presidentsverkiezingen 2004 en ook voor de Amerikaanse presidentsverkiezingen 2008 tot hij zich terugtrok op 25 januari na teleurstellende resultaten.